# Chlorophorus obliteratus
Chlorophorus obliteratus là một loài bọ cánh cứng trong họ Cerambycidae.